# Antoon van Chabannes
Antoon van Chabannes (Saint-Exupéry-les-Roches, 1408 - Parijs, 25 december 1488) was van 1439 tot aan zijn dood graaf van Dammartin. Hij behoorde tot het huis Chabannes.

## Levensloop
Antoon was een zoon van Robert van Chabannes, heer van Charlus-le-Pailloux, en Helvisa van Bort.
Hij nam deel aan de Honderdjarige Oorlog tegen Engeland. Zijn eerste veldslag was de Slag bij Cravant op 31 juli 1423. Tijdens de Slag bij Verneuil op 17 augustus 1424 werd Antoon door de Engelsen gevangengenomen. Na zijn vrijlating werd hij schildknaap van Étienne de Vignolles en hertog Karel I van Bourbon. In 1428 belandde hij opnieuw in Engelse gevangenschap. Na zijn vrijlating onderscheidde Antoon zich bij de ontzetting van de belegerde stad Orléans, geleid door Jeanne d'Arc. Daarna vocht hij mee in verschillende veldslagen: Jargeau, Patay, Compiègne en Précy-sur-Oise. Vervolgens zei Antoon het Franse leger vaarwel en sloot hij zich aan bij de avonturiersbende Écorcheurs, waarvan hij een van de leiders was. Deze bende richtte verwoestingen en plunderingen aan in Bourgondië, Champagne en Lotharingen.
In 1439 verliet Antoon de Écorcheurs en huwde hij met Margaretha van Nanteuil, gravin van Dammartin. Hierdoor nam hij de regering van het graafschap Dammartin op zich. In dezelfde periode werd hij door koning Karel VIII van Frankrijk benoemd tot grootmeester van Frankrijk. In deze functie onthulde hij de Praguerie, de samenzwering van de dauphin, de latere koning Lodewijk XI, en speelde hij een belangrijke rol in het proces tegen Jacques Cœur. Toen diens bezittingen geconfisqueerd werden, kreeg Antoon van Chabannes het bezit over een groot deel van La Puisaye en het kasteel van Saint-Fargeau.
In 1461 kwam koning Lodewijk XI aan de macht. Hij was niet vergeten dat Antoon de Praguerie aan het licht had gebracht en confisqueerde steeds meer bezittingen van hem. Hij werd zelfs verbannen naar Rhodos, maar keerde na korte tijd terug naar Frankrijk en sloot zich aan bij de Ligue du Bien Public, die zich tegen het beleid van Lodewijk XI richtte. Bij de Vrede van Conflans van 5 oktober 1465 sloten de deelnemers aan de Ligue du Bien Public en de Franse koning vrede. Antoon kreeg zijn bezittingen terug en werd in 1467 hersteld in zijn functie van grootmeester van Frankrijk. Op 1 augustus 1469 werd hij benoemd tot een van de eerste ridders van de Orde van Sint-Michiel. In 1472 nam hij ook deel aan het Beleg van Beauvais tegen hertog Karel de Stoute van Bourgondië.
Tegen het einde van de regering van Lodewijk XI viel Antoon van Chabannes terug in ongenade, maar de troonsbestijging van koning Karel VIII in 1483 werd hij in ere hersteld. In 1485 werd hij nog benoemd tot gouverneur van Parijs. Antoon van Chabannes overleed op Kerstmis 1488 op ongeveer tachtigjarige leeftijd.

## Nakomelingen
Antoon en zijn echtgenote Margaretha van Nanteuil kregen een zoon:
- Jan (overleden in 1503), graaf van Dammartin

- Bibliothèque nationale de France: cb119527380 (data)
- Gemeinsame Normdatei: 1207259462
- International Standard Name Identifier: 0000 0003 5739 1594
- Système universitaire de documentation: 027501566
- Virtual International Authority File: 197708002
- WorldCat: E39PBJxGWxk9hpdfRtVVbdV6Kd